# Verbreiterhaftung
Der Begriff Verbreiterhaftung beschreibt eine durch richterliche Rechtsfortbildung erschaffene Rechtskonstruktion im Medienrecht, nachdem derjenige, der rechtlich zu beanstandende Erzeugnisse oder Behauptungen, insbesondere Urheber- oder Persönlichkeitsrechte des Rechteinhabers verletzende Erzeugnisse und Behauptungen, verbreitet, auf Unterlassung in Anspruch genommen werden kann.

## Presserechtliche Verbreiterhaftung
Durch die Verbreitung von straf- oder zivilrechtlich relevanten Äußerungen kann das Medium auch selbst in der Haftung stehen. Für straf- oder zivilrechtlich relevante Verbreitungshandlungen muss nur gehaftet werden, wenn der Verbreitende zum Beitrag eine maßgebliche intellektuelle Beziehung hat, nicht, wenn der Verbreitende nur einen ausschließlich technischen Beitrag zur Verbreitung hat. Um sich haftbar zu machen, muss man sich fremde Äußerungen "zu Eigen machen". Die genauen Kriterien für eine Haftung als Verbreiter sind (1) Zumutbarkeit einer Überprüfung des eventuellen Verstoßes, (2) Grad der Identifikation mit der Äußerung und Erkennbarkeit als fremde Äußerung sowie (3) das öffentliche Interesse. Da sowohl § 186 StGB als auch § 824 BGB das Verbreiten dem Behaupten gleichsetzen, kann das Medium unter Umständen sowohl strafrechtlich wegen Übler Nachrede, als eventuell auch zivilrechtlich wegen Kreditgefährdung haftbar gemacht werden.

## Urheberrechtliche Verbreiterhaftung
Der Verbreiter gemäß Verbreitungsrecht nach § 17 Urhebergesetz ist derjenige, der das Recht, das Original oder Vervielfältigungsstücke des Werkes der Öffentlichkeit anzubieten oder in Verkehr zu bringen innehat. Bei Werken, die ein Verlag oder Buchhändler vertreibt, besteht keine Pflicht des Vertreibenden die Werke inhaltlich auf Persönlichkeitsrechtsverletzungen hin zu überprüfen. Inwiefern ein Verlag oder Buchhändler allerdings bei urheberrechtlichen Verletzungen in den von ihm vertriebenen Werken rechtlich belangt werden kann, ist in der derzeitigen Rechtsprechung noch ungeklärt.